# Global Risks Report

Logo van het World Economic Forum.

Het Global Risks Report is sedert 2006 een jaarlijkse studie die het World Economic Forum publiceert in de aanloop naar de jaarlijkse bijeenkomst in Davos, Zwitserland. Het rapport steunt op het Global Risk Network, en beschrijft de belangrijkste risico's die de wereldorde bedreigen. 
Het rapport wordt opgesteld op basis van de jaarlijkse Global Risks Perception Survey, een vragenlijst bij ongeveer 750 leden-deelnemers aan het World Economic Forum, onder wie vertegenwoordigers van verzekeringsmaatschappijen, ondernemers en academici. Het Forum wil met het rapport ook aandringen op maatschappelijke samenwerking bij het confronteren van de wereldrisico's. 
Het meest opvallende onderdeel van het rapport is de opsomming van de 5 (of 10) grootste risico's, gegroepeerd in de categorieën economie, milieu, geopolitiek, sociaal en technologie. Respondenten rangschikken de risico's tweemaal, namelijk de "meest waarschijnlijke" risico's en vervolgens de "risico's met de grootste impact”. Van jaar tot jaar keren verschillende belangrijke risico's terug, zij het in een steeds andere volgorde.
Het Global Risks Report wordt uitgegeven in samenwerking met verzekingsmaatschappijen zoals Zurich Insurance Group en Marsh & McLennan Companies, een van de grootste makelaars uit de verzekeringssector. 

## Edities

### 12e editie (2017)
In januari 2017 werd de 12e editie gepubliceerd. De lijst met de grootste risico's zag er als volgt uit: 
Rangschikking “meest waarschijnlijk”:
1. milieu: extreme weersomstandigheden
2. sociaal: grootschalige, gedwongen migratie
3. milieu: grote natuurrampen
4. geopolitiek: grootschalige terreuraanslagen
5. technologie: massale datadiefstal of -fraude

Rangschikking “grootste impact”:
1. geopolitiek: massavernietigingswapens
2. milieu: extreme weersomstandigheden
3. sociaal: watercrises
4. milieu: grote natuurrampen
5. milieu: mislukt klimaatbeleid (mitigatie en adaptatie)

### 13e editie (2018)
In deze editie wordt gevreesd voor een achteruitgang van het geopolitieke landschap, voor cyberveiligheid, en uiteraard de nog steeds toenemende milieuproblematiek. Bedrijven krijgen het advies “hun weerbaarheid tegen schokken en verrassingen op te voeren, gelet op de snelheid van politieke en technologische veranderingen”.
Het rapport besluit: “Nu de economie weer aantrekt, krijgen we kansen die we niet mogen laten liggen. We zijn hoe langer hoe beter in staat om beperkte en conventionele risico's het hoofd te bieden, maar het is veel moeilijker om onderling afhankelijke, complexe sociale en milieusystemen bij te sturen. De toenemende risico's in die complexe systemen dreigen plotse verschuivingen of zelfs instortingen te veroorzaken. Milieurisico's worden van jaar tot jaar belangrijker, en dit jaar werden die nog duidelijker met de extreme weersomstandigheden. Tegelijk brokkelt de multinationale overeenstemming af, en dat maakt het moeilijker om op lange termijn maatregelen te treffen. Computerbeveiliging is een volgende zorg die toenemende economische schade veroorzaakt, met als voorbeeld WannaCry. De economische heropleving na de kredietcrisis van 10 jaar geleden is een feit, maar verbergt tegelijk een aantal kwetsbaarheden zoals de stijgende schuldenlast, het gevaar op bubbels, en een grotere focus op de eigen handelsbelangen. Geopolitiek gezien is de wereld instabieler geworden, nu het gezag van internationale instellingen afneemt, kleinere staten in de verdrukking dreigen te komen, en internationale relaties onvoorspelbaarder worden.”  
In dit rapport worden daarnaast drie nieuwe invalshoeken geopend: toekomstige schokken, een terugblik en een risico-analyse.
De 10 meest waarschijnlijke risico's volgens deze editie: 
1. Extreme weersomstandigheden
2. Natuurrampen
3. Cyberaanvallen
4. Datafraude of diefstal
5. Falen van mitigatie en aanpassing aan de klimaatverandering
6. Grootschalige onvrijwillige migratie
7. Door de mens veroorzaakte milieurampen
8. Terroristische aanslagen
9. Illegale handel
10. Activa-bubbels in een grote economie

De 10 risico's met de grootste impact: 
1. Massavernietigingswapens
2. Extreme weersomstandigheden
3. Natuurrampen
4. Falen van mitigatie en aanpassing van de klimaatverandering
5. Watercrises
6. Cyberaanvallen
7. Voedselcrises
8. Verlies van biodiversiteit en instorting van ecosystemen
9. Grootschalige onvrijwillige migratie
10. Verspreiding van infectieziekten

### 14e editie (2019)
Slaapwandelt de wereld naar een crisis? Wereldwijde risico's nemen toe, maar de collectieve bereidheid om ze aan te pakken lijkt te ontbreken. De verdeeldheid neemt toe en wordt harder. Zo opent het rapport 2019, doelend op het toenemend nationalisme, en de verzwakking van wereldomspannende instellingen. De financiële stabiliteit is verzwakt, er is de hoge schuldenberg en de economische groei neemt af, niet alleen in geavanceerde economieën, maar ook in China. Geopolitieke en geo-economische tegenstellingen dreigen systeemrisico's te veroorzaken, die zonder internationale afspraken moeilijk te beheersen zullen zijn. Ecologische risico's domineren opnieuw de lijst in de jaarlijkse Global Risks Perception Survey. Dit jaar vormden ze drie van de top vijf qua waarschijnlijkheid, en vier qua impact. Ook de menselijke aspecten van de ontwikkeling verdienen aandacht: de toenemende onzekerheid en gevoelens van onmacht knagen aan de geestelijke gezondheid. En inzake lichamelijke gezondheid is de wereld slecht voorbereid op biologische risico's (bv. infectieziekten). Het rapport omvat ten slotte een verkenning van mogelijke toekomstige schokscenario's. 
Ook in deze editie worden traditiegetrouw de tien hoogste risico's voor de wereld(economie) genoemd. 
De 10 meest waarschijnlijke risico's (2019): 
1. Extreme weersomstandigheden
2. Onvermogen om klimaatbeleid te voeren
3. Natuurrampen
4. Datafraude of diefstal
5. Cyberaanvallen
6. Door de mens veroorzaakte milieurampen
7. Grootschalige onvrijwillige migratie
8. Verlies van biodiversiteit en instorting van ecosystemen
9. Watercrises
10. Activa-bubbels in een grote economie

De 10 risico's met de grootste impact (2019):
1. Massavernietigingswapens
2. Onvermogen om klimaatbeleid te voeren
3. Extreme weersomstandigheden
4. Watercrises
5. Natuurrampen
6. Verlies van biodiversiteit en instorting van ecosystemen
7. Cyberaanvallen
8. Uitvallen van vitale informatiesystemen
9. Door de mens veroorzaakte milieurampen
10. Verspreiding van infectieziekten

### 15e editie (2020)
Voor het eerst staan dit jaar milieu- en klimaatrisico’s bovenaan de lijst van grootste dreigingen. Opmerkelijk is dat niet alleen klimaatcrises, maar vooral ook “falend beleid” als een risicofactor wordt beschouwd. 
De top 10 risico's in termen van Waarschijnlijkheid: 
1. extreem weer
2. falend klimaatbeleid
3. natuurrampen
4. biodiversiteitsverlies
5. door mensen veroorzaakte milieurampen
6. fraude of diefstal van gegevens
7. cyberaanvallen
8. watercrises
9. gebrek aan governance-wereldwijd
10. overgewaardeerde activa

Top 10 risico's in termen van Impact: 
1. falend klimaatbeleid
2. massavernietigingswapens
3. biodiversiteitsverlies
4. extreem weer
5. watercrises
6. instorting van de informatie-infrastructuur
7. natuurrampen
8. cyberaanvallen
9. door mensen veroorzaakte milieurampen
10. besmettelijke ziekten

### 2021
Economische risico's zijn de eerstvolgende 3-5 jaar prominent aanwezig, inclusief activabubbels, prijsinstabiliteit, grondstofschokken en schuldencrises; gevolgd door
geopolitieke risico's van internationale relaties en conflicten, en geopolitisering van hulpbronnen wereldwijd. In de periode van 5-10 jaar komen milieurisico's op de voorgrond zoals verlies van biodiversiteit, crises van natuurlijke hulpbronnen en het falen van klimaatmaatregelen, naast massavernietigingswapens, nadelige effecten van technologie en instorting van staten of multilaterale instellingen.

### 2022
Respondenten signaleren opnieuw sociale en milieurisico's als de meest zorgwekkende trends. Over een horizon van 10 jaar domineert echter de gezondheid van de planeet de bezorgdheden van bedrijfsleiders: milieurisico's worden gezien als de vijf meest
kritische langetermijnbedreigingen voor de wereld en de meest schadelijke voor mens en planeet, met "falen van klimaatmaatregelen", "extreem weer" en "biodiversiteitsverlies" in de top drie van de ernstigste risico's. De respondenten noemden ook "schuldencrisissen" en "geo-economische confrontaties" als een van de meest ernstige risico's in de komende 10 jaar.

### 2023
Het rapport overweegt dat “ondanks de harde lessen lessen over de onderlinge afhankelijkheid van mondiale risico's, weinigen de omvang van de instabiliteit hadden voorzien, ditmaal gedreven door een nieuwe oorlog in Europa. 
De kosten van levensonderhoud domineren de wereldwijde risico's in de komende twee jaar, aangedreven door onderliggende geopolitieke en economische trends. "Verlies van biodiversiteit en instorting van ecosystemen" wordt gezien als een van de snelst verslechterende mondiale risico's in het komende decennium. Alle zes milieurisico's staan in de top 10 van risico's voor de komende 10 jaar.

### 2024
De grootste risico's waarmee we de komende tien jaar geconfronteerd kunnen worden staan volgens het rapport tegen een achtergrond van snelle technologische veranderingen, economische onzekerheid, een opwarmende planeet en conflicten. Terwijl samenwerking onder druk komt te staan, hebben verzwakte economieën en samenlevingen misschien maar een kleine schok nodig om het omslagpunt in hun veerkracht te overschrijden.

### 2025
De editie 2025 laat een steeds meer gefragmenteerd mondiaal landschap zien, waar toenemende geopolitieke, ecologische, maatschappelijke en technologische uitdagingen een bedreiging vormen voor stabiliteit en vooruitgang. De 10 grootste risico’s, volgens de deelnemers aan de Global Risks Perception Survey:
| Risico’s 2025-2027 | Risico’s 2025-2035 |
| --- | --- |
| 1 Desinformatie 2 Gebeurtenissen met extreem weer 3 Gewapende conflicten tussen staten 4 Maatschappelijke polarisatie 5 Cyberspionage en oorlogvoering 6 Vervuiling 7 Ongelijkheid 8 Onvrijwillige migratie of verplaatsing 9 Geo-economische confrontatie 10 Erosie van mensenrechten en/of burgerlijke vrijheden | 1 Extreme weersomstandigheden 2 Verlies aan biodiversiteit en instorting van ecosystemen 3 Kritieke verandering van aardsystemen 4 Tekorten aan natuurlijke hulpbronnen 5 Desinformatie 6 Ongunstige gevolgen van AI-technologieën 7 Ongelijkheid 8 Maatschappelijke polarisatie 9 Cyberspionage en oorlogvoering 10 Vervuiling |